# Chydaeopsis
Chydaeopsis is een kevergeslacht uit de familie van de boktorren (Cerambycidae). De wetenschappelijke naam van het geslacht werd voor het eerst geldig gepubliceerd in 1864 door Pascoe.

## Soorten
Chydaeopsis omvat de volgende soorten:
- Chydaeopsis fragilis Pascoe, 1864
- Chydaeopsis lumawigi Breuning, 1980
- Chydaeopsis luzonica Heller, 1923
- Chydaeopsis mindanaonis Breuning, 1982
- Chydaeopsis ruficollis Aurivillius, 1922